# Acanthochitona mastalleri
Acanthochitona mastalleri är en blötdjursart som beskrevs av Dieter Strack 1989. Acanthochitona mastalleri ingår i släktet Acanthochitona och familjen Acanthochitonidae. Inga underarter finns listade i Catalogue of Life.